# 周崇德
周崇德（1906年—？），男，陕西吴堡人，中华人民共和国政治人物，曾任中国人民银行青海省分行行长，青海省计划委员会主任，青海省政协副主席。